# Dichaea tachirensis
Dichaea tachirensis är en orkidéart som beskrevs av Gustavo Adolfo Romero och Germán Carnevali. Dichaea tachirensis ingår i släktet Dichaea och familjen orkidéer. Inga underarter finns listade i Catalogue of Life.